# 阿德里安·拉莫
阿德里安·拉莫（1981年2月20日—2018年3月14日）是美国威胁分析师和黑客，拉莫首次引起媒体关注，闯入几个备受瞩目的计算机网络，包括纽约时报、雅虎和微软，最终导致2003年被捕。 拉莫最为人所知的事迹为在2010年切尔西·曼宁将数十万份敏感的美国政府文件泄露给维基解密时将曼宁的行为向陆军刑事调查员报告。拉莫于2018年3月去世，享年37岁。

## 早期生活及教育
阿德里安·拉莫出生于马萨诸塞州的马尔登，靠近波士顿。 他的父亲Mario Ricardo Lamo是哥伦比亚人。阿德里安·拉莫就读于波哥大和旧金山的高中，他没有毕业，但获得了一个GED并被法院命令在美国河学院修读课程，加利福尼亚州萨克拉门托县的一所社区学院。据称他的短暂生活方式被称为“无家可归的黑客”，拉莫声称他大部分时间都在沙发上上網，蹲在废弃的建筑物中，前往网吧，图书馆和大学调查网络，有时还在利用安全漏洞。尽管对几个大型，知名度较高的实体进行了授权和未经授权的漏洞评估，但拉莫声称拒绝接受他的服务付款。

## 活动
主要与维基解密有关。
拉莫认为，他与政府合作的决定在道德模糊，但客观上是必要的，在“卫报”上写道：“那天没有正确的选择，只有较少的错误选择。这很冷，很需要，而且没有人能够除了我的，“加入卫报的埃德皮尔金顿：”有成千上万的文件 - 让我们将这个数字减少到25万来保守 - 并且什么也不做就是赌博，如果没有给出任何警告，每个人都不会受到伤害。“
塔利班叛乱后来宣布打算执行在泄密事件中命名的阿富汗国民，因为他们与美国领导的阿富汗联盟合作。到那时，美国已经收到了几个月的预先警告，他们的姓名属于泄密事件。曼宁在美国军事司法系统中被捕并被监禁，后来被监禁35年，总统巴拉克·奥巴马在任期结束时总共减刑七年，包括服刑时间。拉莫通过媒体上的一篇文章以及对美国新闻和世界报道的采访回应了减刑。

### Greenwald，Lamo和Wired杂志
拉莫在曼宁案中的角色引起了沙龙格伦格林沃尔德的批评。格林沃尔德表示，拉莫通过转入曼宁而向曼宁撒谎，然后在事实上撒谎以掩盖曼宁供认的情况。格林沃尔德将这一事件置于他称之为“奥巴马政府对举报人的前所未有的战争”的背景下。格林沃尔德对“连线”的批评引起了该杂志的回应，这表明格林沃尔德正在毫不客气地写道：“格林沃尔德以最合情理的方式谴责我们的动机，抨击我们员工的性格，并仔细选择他的事实和来源，歪曲真相并产生愤怒。在他的读者群中。“在一篇关于曼宁案的文章中，格林沃尔德提到有线记者凯文·波尔森1994年重罪计算机黑客罪，暗示”多年来，波尔森或多或少地担任拉莫的个人媒体声音。“格林沃尔德对波尔森早前关于拉莫在精神病学方面的制度化的故事持怀疑态度，写道：“拉莫声称他被诊断患有阿斯伯格综合症，这是一种时髦的自闭症诊断，计算机世界的许多明星也声称这种诊断。”格林沃尔德在一篇题为“连线中恶化的新闻耻辱”的文章中声称，连线“正在积极地向公众隐瞒，几个月来，政治故事中的关键证据已成为世界各地的头条新闻。“
2011年7月13日，Wired全面公布了这些日志，并说：“最重要的未发表的详细信息现已公开建立，具有足够的权限，我们不再相信扣留日志可以达到任何目的。”Greenwald他写了新发布的日志，他认为他们证实了他的说法，即连线隐瞒了重要证据。

### 对匿名者的批评
拉莫一直批评媒体对黑客团体匿名者的报道，称媒体过度炒作并将该群体神话化。他还说，匿名者不是它所宣称的“无懈可击”的群体，他可以看到“他们正在做的事情没有理性点。”

## 影视
2002年8月22日，当被要求展示他的相机技能后，Lamo被从NBC晚间新闻片段中删除，他进入了NBC的内部网络。美国全国广播公司担心他们（可能）违反法律时，通过录制拉莫来违反法律。从2002年开始，Lamo五次成为The Screen Savers的嘉宾。
Hackers Wanted是一部关注Lamo作为黑客生活的纪录片，由Trigger Street Productions制作，由凯文·史派西讲述。这部电影专注于2003年的黑客攻击场景，采访了凯文·罗斯和Steve Wozniak。这部电影还没有按照惯例发行。据称，2009年5月，一部据称是Hackers Wanted预告片的视频被泄露给互联网电影网站Eye Crave。2010年5月，通过BitTorrent泄露了早期的电影剪辑。据一位内部消息人士透露，互联网上泄露的内容与新版本截然不同，其中包括额外的镜头。 2010年6月12日，导演剪辑的电影也被泄露到了洪流网站上。
拉莫还出现在早安美國，福克斯新闻，民主现在！前线，以及作为网络中心犯罪和事件专家的KCRA-TV新闻。他接受了采访纪录片“我们偷窃的秘密：维基解密和真实故事的故事：维基解密 - 秘密和谎言”拉莫在2015年与Leo Laporte重新联系，因为Quora一篇关于“新银幕拯救者”剧集的“黑暗网络”的文章。
拉莫写了一本书Ask Adrian，这是他从500多页Quora答案中得到的最佳问答集，迄今为止已收到近30,000,000个观点。

## 个人生活
在20世纪90年代中期，Lamo自愿为同性恋媒体公司PlanetOut Inc. 提供服务。 1998年，拉莫被旧金山监事会任命为女同性戀，男同性戀，双性恋，变性人，酷兒和问题青年工作组。1999年，拉莫被任命为环球生命教会的一名部长。 2001年，他过量使用处方安非他明。
在2004年接受连线采访时，拉莫的一位前女友形容他“非常有控制力”，声称“他带着一把电击枪，用在了我身上”。同一篇文章声称法院已对Lamo发出限制令; 他对该指控提出异议，并写道：“我的生活中从未受到限制令的约束。”
拉莫在一篇连线文章中说，2010年5月，在他报告背包被盗后，一名调查人员注意到了不寻常的行为，并将他置于72小时的非自愿精神病治疗中，并延长至九天。拉莫说他在精神科病房被诊断出患有阿斯伯格综合征。
据称，在2011年3月的一段时间里，拉莫被“躲藏起来”，声称在转入曼宁后，他的“生命受到了威胁”。在此期间，他在药物滥用方面苦苦挣扎，但后来声称他正在康复，他的安全状况有所改善。
拉莫于2018年3月14日在堪萨斯州的威奇托去世，享年37岁。近三个月后，塞奇威克县地区法医科学中心报告称，“尽管进行了彻底的尸检和补充检测，但未发现确切的死亡原因。”